# Eugen Seiterich
Eugen Viktor Paul Seiterich (* 9. Januar 1903 in Karlsruhe; † 3. März 1958 in Freiburg im Breisgau) war von 1954 bis 1958 Erzbischof von Freiburg.

## Leben

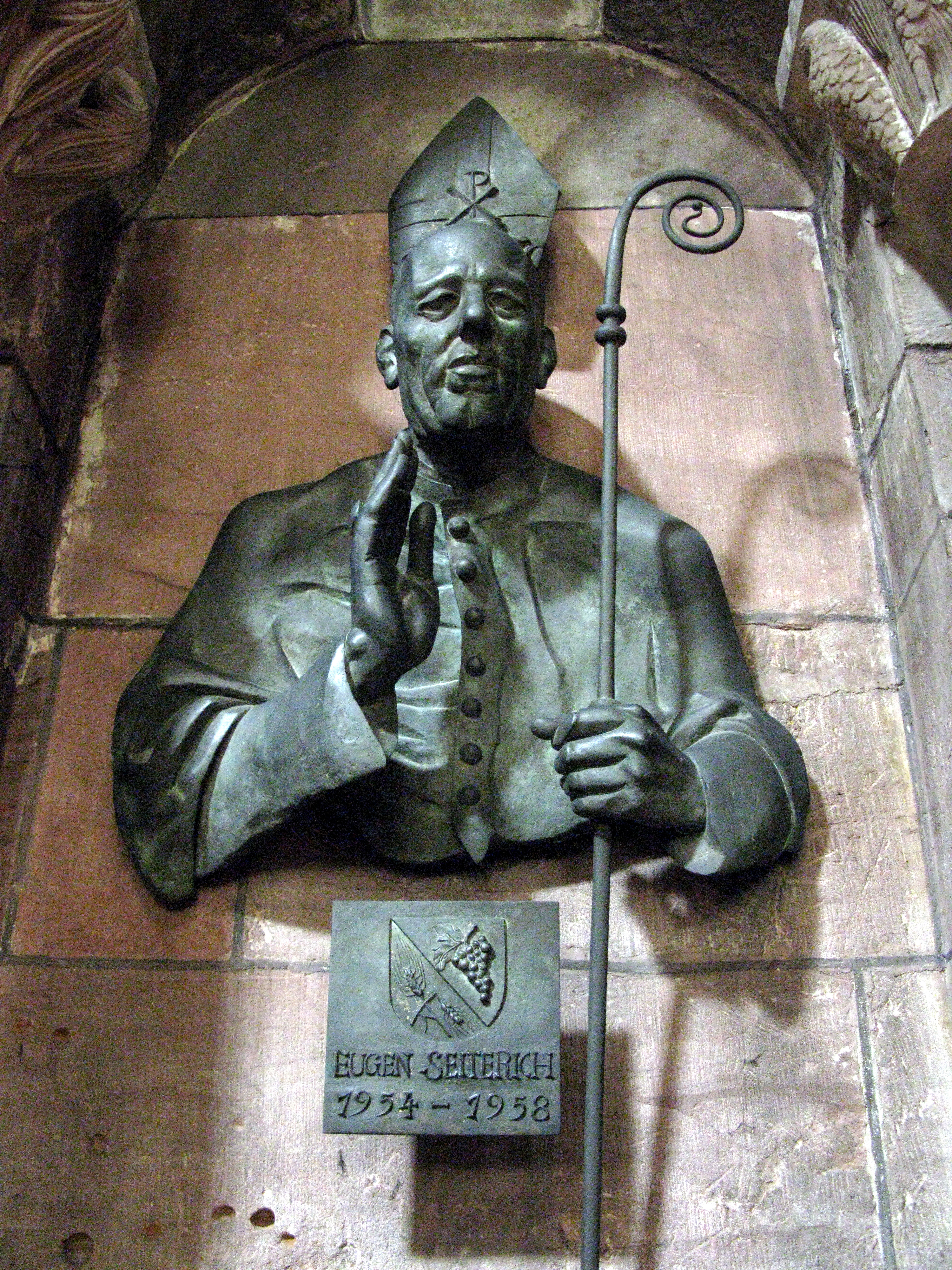
Erzbischof Eugen Seiterich (Büste von Klaus Ringwald im Freiburger Münster)

Wappen von Eugen Seiterich

Eugen Seiterich wurde als ältester Sohn des großherzoglichen Hofkutschers Franz Seiterich und seiner Ehefrau Adelheid geb. Müller geboren. Sein Bruder Ludwig Seiterich (1904–1979) war später Landrat in Waldshut und Konstanz. Seine Kindheit und Jugend verbrachte Eugen Seiterich in Karlsruhe und machte im März 1921 am dortigen Goethegymnasium das Abitur.
Danach studierte Seiterich in Freiburg Katholische Theologie und Philosophie und empfing am 19. März 1926 von Erzbischof Karl Fritz das Sakrament der Priesterweihe. Danach folgten Vikariatsstationen in Baden-Baden, Neustadt im Schwarzwald und Heidelberg. Nebenher setzte er sein Studium fort und wurde 1930 mit einer Dissertation über die logische Struktur des Typusbegriffes bei William Stern, Eduard Spranger und Max Weber zum Dr. phil. promoviert. 1936 wurde er mit einer Dissertation über die Gottesbeweise bei Franz Brentano zum Dr. theol. promoviert.
1938 habilitierte er sich an der Theologischen Fakultät der Albert-Ludwigs-Universität Freiburg und wurde von Erzbischof Conrad Gröber im selben Jahr zum Professor am Priesterseminar St. Peter und 1945 zu dessen Subregens ernannt. 1949 berief ihn die Universität Freiburg zum ordentlichen Professor für die Fächer Apologetik und Religionswissenschaft.
Am 23. Juni 1952 ernannte ihn Papst Pius XII. auf Vorschlag von Erzbischof Wendelin Rauch zum Titularbischof von Binda und zum Weihbischof in Freiburg. Die Bischofsweihe spendete ihm Wendelin Rauch am 3. September desselben Jahres.
Nach dem Tod seines Vorgängers wurde er am 27. Juli 1954 zum bisher jüngsten Erzbischof von Freiburg gewählt und am 21. September 1954 in sein Amt eingeführt. Allerdings war seine Amtszeit auch die bisher kürzeste aller Freiburger Bischöfe. Bereits am 3. März 1958 starb er an einer Lungenembolie.
Im Juni 1957 verlieh ihm die Universität Freiburg die Ehrensenatorwürde, von dieser Ehrung distanzierte sich der Senat der Universität Freiburg am 24. Mai 2023, veranlasst durch den im April 2023 veröffentlichten Bericht der „AG Aktenanalyse“ zur Aufarbeitung sexuellen Missbrauchs in der Erzdiözese Freiburg „aufgrund [des] gravierenden Fehlverhaltens“.

## Schriften
- Die Gottesbeweise bei Franz Brentano. Herder Verlag, Freiburg im Breisgau 1936 (zugleich Dissertation an der Universität Freiburg, 1936). Mikrofiches der Ausgabe von 1936: Verlag Hänsel-Hohenhausen, Egelsbach 1992, ISBN 3-89349-067-1.